# Willi Pesch
Willi Pesch (* 14. Juli 1907 in Düsseldorf; † 14. Mai 1940 ebenda) war ein deutscher Fußballspieler.

## Karriere
Aus der Jugendmannschaft von Fortuna Düsseldorf hervorgegangen, rückte Pesch 18-jährig in die erste Mannschaft auf, für die er in den vom Westdeutschen Spiel-Verband organisierten Meisterschaften von 1925 bis 1933 im Bezirk Berg-Mark Punktspiele als Torwart bestritt.
Von 1933 bis 1939 kam er in der Gauliga Niederrhein, in einer von zunächst 16, später auf 23 aufgestockten Gauligen zur Zeit des Nationalsozialismus als einheitlich höchste Spielklasse im Deutschen Reich zum Einsatz.
Während seiner Vereinszugehörigkeit gewann er mit seiner Mannschaft zehn Meisterschaften, darunter sein größter sportlicher Erfolg – die Deutsche Meisterschaft 1933. In dieser Spielzeit gelang es ihm, in den Endrundenspielen ohne Gegentor zu bleiben. 1936 erreichte der Publikumsliebling mit der Mannschaft erneut die Endrunde, unterlag jedoch im Finale gegen den 1. FC Nürnberg mit 1:2 n. V. In der Folgespielzeit nahm er am Wettbewerb um den Tschammerpokal teil und erreichte das am 9. Januar 1938 in Köln angesetzte Finale, das gegen den FC Schalke 04 jedoch mit 1:2 verloren wurde.
Pesch bestritt insgesamt 36 Endrundenspiele um die Deutsche Meisterschaft; sein Debüt gab er am 8. Mai 1927 bei der 1:4-Achtelfinal-Niederlage daheim gegen den Hamburger SV, sein letztes Endrundenspiel betritt er am 21. Mai 1939 im Rückspiel des Gruppenfinales beim 3:3-Unentschieden gegen den Dresdner SC im Rheinstadion. Der Dresdner SC kam jedoch aufgrund des mit 4:1 gewonnenen Hinspiels eine Runde weiter. Ferner bestritt er zehn Spiele im Tschammerpokal-Wettbewerb, in dem er am 1. September 1935 beim 5:0-Sieg über den Kölner FC 1899 in der 1. Schlussrunde debütierte und auch in dieser, am 28. August 1938 beim 4:2-Sieg beim SV Polizei Lübeck sein letztes bestritt.

## Erfolge
- Deutscher Meister 1933
- Gaumeister Niederrhein 1936, 1937, 1938, 1939
- Westdeutscher Meister 1931
- Bezirksmeister Berg-Mark 1927, 1929, 1931, 1933

## Sonstiges
Willi Pesch galt als ausgesprochener Elfmetertöter, der die Schützen zudem häufig durch agiles hin- und herbewegen auf der Torlinie zu irritieren suchte. Eine Regeländerung, die dieses verbot, bedauerte er ausdrücklich. Fünfmal wurde er in den Kader der A-Nationalmannschaft berufen, jedoch ohne jemals zum Einsatz gekommen zu sein. Am 14. Mai 1940 wurde der Düsseldorfer im Alter von 32 Jahren Opfer eines tragischen Straßenbahnunglücks am Worringer Platz. Ohne eigenes Verschulden wurde er aus dem offenen Wagen geschleudert und erlag seinen Verletzungen.